# Protocolo de Iniciação de Sessão
O Protocolo de Iniciação de Sessão (Session Initiation Protocol - SIP) é um protocolo de código aberto de aplicação, que utiliza o modelo “requisição-resposta”, similar ao HTTP, para iniciar sessões de comunicação interativa entre utilizadores. É um padrão da Internet Engineering Task Force (IETF) (RFC 2543, 1999.).
SIP é um protocolo de sinal que serve para estabelecer chamadas e conferências através de redes via Protocolo IP, um exemplo típico seria o VoIP. O estabelecimento, mudança ou término da sessão é independente do tipo de mídia ou aplicação que será usada na chamada; uma chamada pode utilizar diferentes tipos de dados, incluindo áudio e vídeo.
SIP teve origem em meados da década de 1990 (naquele tempo o H.323 estava a começar a ser finalizado como um padrão) para que fosse possível adicionar ou remover participantes dinamicamente numa sessão multicast. O desenvolvimento do SIP concentrou-se em ter um impacto tão significativo quanto o protocolo HTTP, a tecnologia por trás das páginas da web que permitem que uma página com links clicáveis conecte com textos, áudio, vídeo e outras páginas da web. Enquanto o HTTP efetua essa integração através de uma página web, o SIP integra diversos conteúdos às sessões de administração. O SIP recebeu uma adoção rápida como padrão para comunicações integradas e aplicações que usam presença. (Presença significa a aplicação estar consciente da sua localização e disponibilidade).
SIP foi moldado, inspirado em outros protocolos de Internet baseados em texto como o SMTP (email) e o HTTP (páginas da web) e foi desenvolvido para estabelecer, mudar e terminar chamadas num ou mais utilizadores numa rede IP de uma maneira totalmente independente do conteúdo de dados da chamada. Como o HTTP, o SIP leva os controles da aplicação para o terminal, eliminando a necessidade de uma central de comutação.
O protocolo SIP possui as seguintes características:
- Simplicidade e possui apenas seis métodos.
- Independência do protocolo de transporte.
- Baseado em texto.

## Arquitetura do SIP
Os principais componentes da arquitetura do SIP são:

### Agente do Utilizador
O Agente do Utilizador é o terminal SIP ou o software de estação final. O Agente do Utilizador funciona como um cliente no pedido de inicialização de sessão e também age como um servidor quando responde a um pedido de sessão. Dessa forma, a arquitectura básica é cliente/servidor.
O Agente do Utilizador é “inteligente”, com isso ele armazena e gerencia situações de chamada. O Agente do Utilizador faz chamadas com um endereço parecido com o de e-mail ou número de telefone (E.164).
Como por exemplo: SIP:user@proxy.university.edu
Isso faz URLs SIP fáceis de associar com o endereço de e-mail do usuário. O Agente do Utilizador pode aceitar e receber chamadas de outro Agente do Utilizador sem requerer nenhum componente adicional do SIP. Os componentes restantes fornecem gerenciamento e funcionalidades adicionais.

### Servidor Proxy

#### Servidor Proxy SIP
Um tipo de servidor intermediário do SIP é um Servidor Proxy SIP. O Servidor Proxy SIP encaminha pedidos antes do Agente do utilizador para o próximo servidor SIP retendo também informações com a finalidade de poderem ser usadas para fins contabilísticos ou de facturação. Além disso, o servidor proxy SIP pode operar com comunicação stateful (por exemplo, como um circuito, TCP) ou stateless (por exemplo como um UDP). O servidor SIP stateful pode “dividir” chamadas por ordem de chegada para que várias extensões que estejam a tocar todos ao mesmo tempo sendo que a primeira a atender ficará com a chamada. Essa capacidade significa que se pode especificar que um telefone de desktop SIP, um telefone celular SIP e aplicações de videoconferência de casa SIP possam sinalizar simultaneamente quando estiver a receber uma chamada. Ao atender um dos dispositivos e iniciada a conversação, os restantes param de sinalizar.
O servidor proxy SIP pode utilizar múltiplos métodos para tentar resolver o pedido de endereço de host, incluindo busca de DNS, busca em base de dados ou retransmitir o pedido para o “próximo” servidor proxy.

#### Servidor de Redirecionamento SIP
Um outro tipo de servidor intermediário do SIP é o Servidor de Redirecionamento SIP. A função do servidor de redirecionamento SIP é fornecer a resolução de nome e localização do usuário. O servidor de redirecionamento SIP responde ao pedido do Agente do Usuário fornecendo informações sobre o endereço do servidor para que o cliente possa contactar o endereço diretamente.

### Registrador
O Registrador SIP fornece um serviço de informação de localidades; ele recebe informações do Agente do Usuário e armazena essa informação de registro.
A arquitectura do SIP faz uso do SDP (Session Description Protocol). O SDP foi uma ferramenta de conferência multicast via IP desenvolvida para descrever sessões de áudio, vídeo e multimídia. Na realidade, qualquer tipo de MIME (Multipurpose Internet Mail Extension) pode ser descrita, similar à habilidade do e-mail de suportar todos os tipos de anexos em mensagens. A descrição da sessão pode ser usada para negociar uma aceitação de um conjunto de tipos de mídias compatíveis.
Como resultado dessa arquitectura, o endereço do usuário SIP remoto é sempre o mesmo (por exemplo sip:user@proxy.univ.edu), mas ao invés de estar amarrado a um endereço estático, ele comporta-se como um endereço dinâmico que reflecte a localização actual do destinatário. A combinação de Proxy e Servidor Redirecionador dá ao SIP grande flexibilidade de arquitectura; o usuário pode empregar vários esquemas simultaneamente para usuários localizados e é o que faz a arquitetura do SIP ser bem adaptada para suportar mobilidades. Mesmo quando o usuário remoto é móvel, o Proxy e o redirecionador podem ser usados para passar adiante o pedido de conexão para o usuário da locação actual. As sessões podem envolver múltiplos participantes, de forma similar a uma chamada multiponto H.323. Comunicações dentro de uma sessão em grupo podem ser via multicast ou via uma rede de chamadas unicast, ou até mesmo uma combinação dos dois.
Um outro resultado da arquitectura do SIP é a sua adequação natural como um ambiente de colaboração devido às suas habilidades de apresentar múltiplos tipos de dados, aplicações, multimídia, etc. com uma ou mais pessoas.

## A Arquitectura SIP Suporta Novos Tipos de Serviços
Um tipo de “transmissão de chamadas” permite aos usuários especificar onde eles estão para que as chamadas possam ser passadas para lá ou escolher para passar as chamadas para o “e-mail de voz” ou para qualquer outro serviço de atendimento automático.
Participantes de chamada podem gerenciar a chamada; isso permite que os participantes decidam introduzir uma nova chamada participante ou cancelar uma conexão na chamada.
A habilidade de responder a uma chamada com um tipo diferente de mídia; isso permite, por exemplo, que um stream de voz que está a chegar seja respondido por uma página da web.
Informação de “presença” – o Agente do Usuário pode ser usado para indicar se o usuário está presente (disponível para atender a todas as chamadas) ou ausente (não disponível para atender a chamada).

## O SIP no mercado atual
Há um certo número de produtos comerciais e de fonte aberta do SIP disponíveis actualmente e desenvolvimento comercial tem se mostrado com foco nos Agentes do Usuário como o telefone SIP e os softwares de Agentes do Usuário. Exemplos notáveis incluem o “Messenger” da Microsoft. Uma linha mais desenvolvida de produtos com a arquitectura SIP está disponível pela Siemens, Cisco, Avaya, Nortel Networks, PingTel, 3COM (US Robotics), e outros. Um produto desse domínio está disponível pela Wave3 Software, inclui software tanto para plataforma Windows como para Macintosh.
A Microsoft anunciou que não desenvolverá mais o H.323 (NetMeeting e Exchange Conferencing Server) e passará exclusivamente a desenvolver produtos dentro do SIP. O Windows Messenger provê ao usuário um software de telefone (um dispositivo de voz sobre IP) com as ferramentas adicionais de vídeo, Chat e compartilhamento de dados. Os componentes do servidor SIP estão em desenvolvimento e devem aparecer no mercado em breve. Esta é a fronteira para se ter um tremendo impacto no mercado pela adoção do SIP.
O Network World Fusion conduziu um teste de interoperabilidade no Windows Messenger em Janeiro de 2002, registrando o cliente Microsoft com um Synamicsoft SIP Proxy Server e passando as chamadas por um telefone IP Pingtel xpressa. As chamadas não foram feitas somente com sucesso, mas também com uma qualidade de voz relatada como “qualidade comercial”.

## A relação do SIP e do H.323
O SIP e o H.323 são padrões para rota de chamada, sinal de chamada, troca de capacidade, controle de mídia e serviços adicionais. A força do H.323 tem sido a sua interoperabilidade com a rede telefónica pública comutada(PSTN) e disponibilidade de sistemas/aplicações desktop e salas de videoconferência de preço acessível e confiável. O SIP é um protocolo desenvolvido especificamente para Internet e promete grande escalabilidade e flexibilidade. É provável que o H.323 fique como a tecnologia de conferência para gerenciar serviços de conferência/colaboração pelos próximos 2 ou 3 anos, com o SIP se tornando mais usado quando o MCU SIP, gateways e servidores passarem além do beta. O RADVISION, por exemplo, tem demonstrado um gateway H.323/SIP em algumas exposições profissionais, mas ainda não é um produto.

## Interoperabilidade com o H.323
As organizações de padrões já estão trabalhando com uma interoperabilidade SIP-H.323, prometendo a possibilidade de um período de transição razoável entre as tecnologias H.323 e SIP. Duas organizações que estão especialmente interessadas esse tópico são a IMTC (International Multimedia Telecommunications Consortium), uma corporação sem fins lucrativos, com mais de 100 organizações pelo mundo, e também a ETSI (European Telecommunications Standards Institute). A Open H.323 Organization já lançou um gateway de trabalho H.323 para SIP.